# ماكسيم سيدوروف (لاعب كرة قدم)
ماكسيم سيدوروف هو لاعب كرة قدم روسي في مركز الوسط، ولد في 18 مارس 1998 في كراسنودار في روسيا. لعب مع نادي كوبان كراسنودار.